# Julia Menz
Julia Menz (* 25. Februar 1901 in München; † 7. März 1944 in Wien) war Pianistin, Cembalistin und Reiseschriftstellerin.

## Leben und Werk
Julia Menz besuchte die Höhere Töchterschule in München und erhielt von 1911 bis 1918 Klavierunterricht durch Elisabeth Hüttner. Ab Herbst 1918 studierte sie an der Münchner Staatlichen Akademie der Tonkunst bei August Schmid-Lindner, Anton Beer-Walbrunn und Josef Pembaur, in dessen Klavier-Meisterklasse sie im Herbst 1921 aufgenommen wurde und die sie 1923 absolvierte. Als Cembalistin feierte sie ihre ersten großen Erfolge bei den Deutschen Bachfesten: Leipzig (1923), Stuttgart (1924) und Essen (1925). Als 1925 im Rahmen des ersten Münchner Bachfestes anlässlich Bachs 175. Todestag dessen Konzert für 4 Cembali aufgeführt wurde, hat Julia Menz dabei das Maendlersche Bachklavier gespielt.
Vom 1. April 1926 bis zum 30. Juni 1936 lehrte Julia Menz an der Kölner Hochschule für Musik und der Rheinischen Musikschule Cembalo- und Klavierspiel.
In den 1930er Jahren galt Julia Menz als eine der namhaftesten Cembalistinnen. Sie trat unter anderem mit den Dirigenten Hermann Abendroth, Herbert von Karajan, Ludwig Landshoff, Karl Straube und Bruno Walter in Krakau, Lemberg, Paris, Warschau, Wien und Zürich auf. Am 14. Juni und 12. August 1938 konzertierte sie in Salzburg auf Mozarts Hammerklavier. Menz unterrichtete zwischen 1926 und 1936 auch an der Musikhochschule Köln sowie an der Rheinischen Musikschule.
Der Komponist und Musiktheoretiker Wilhelm Maler hat 1927 sein Konzert für Cembalo oder Klavier und Kammerorchester (opus 10) Julia Menz gewidmet. Der Bildhauer Erich Kuhn (1890–1967), der durch seine Frau, die Pianistin Lisa Kuhn, mit Julia Menz befreundet war, hat diese mit einer Büste porträtiert.

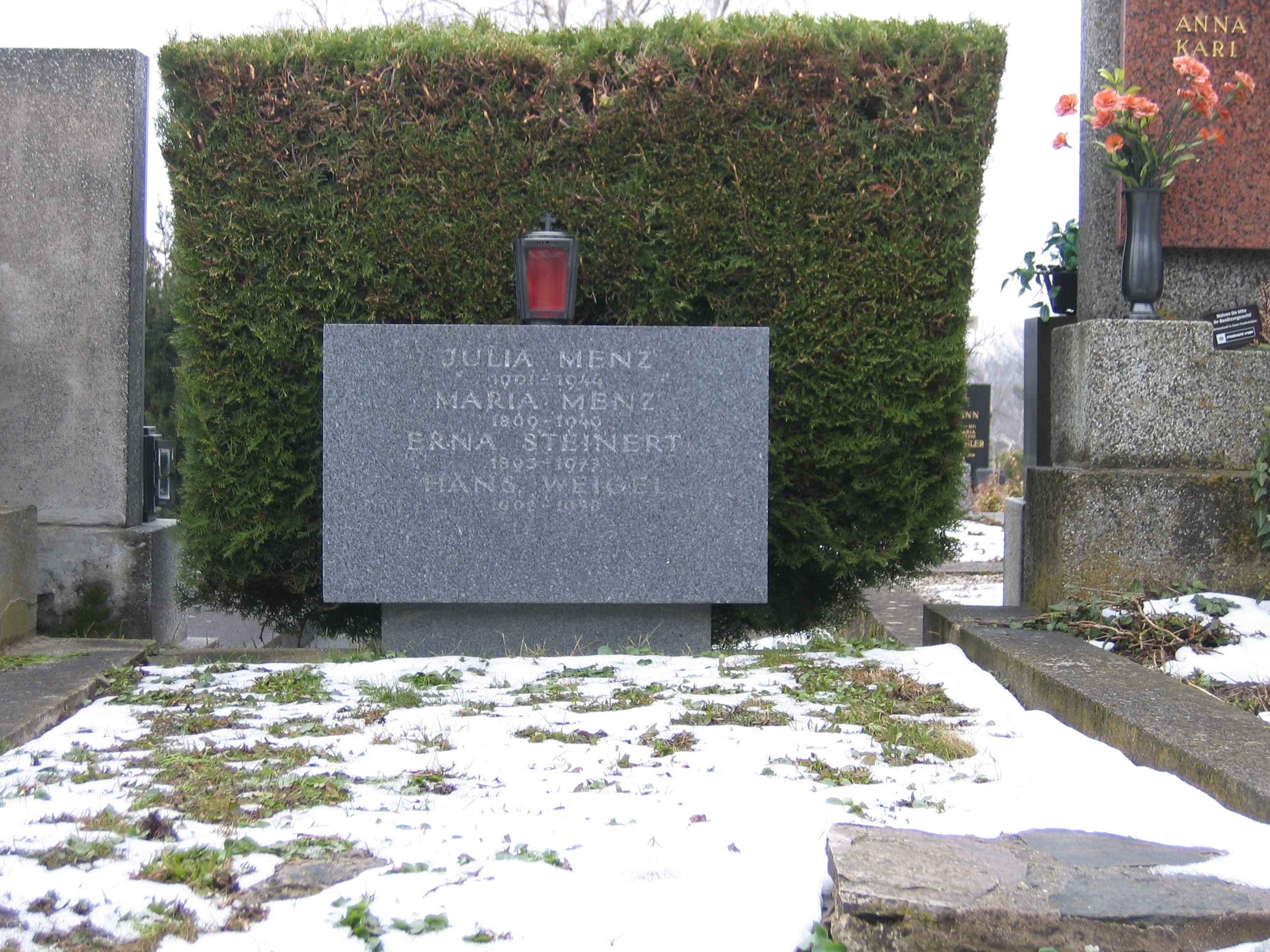
Menz-Weigel-Grab: Neustifter Friedhof (Gruppe J, Reihe 14, Nr. 19)

Schon 1924 hatte sich Julia Menz ein Lungenleiden zugezogen, dessentwegen sie im Herbst 1943 im Sanatorium Hausstein bei Deggendorf eingeliefert wurde. Am 7. März 1944 starb Julia Menz im Krankenhaus Lainz in Wien, wo sie am 17. März 1944 am Neustifter Friedhof (Gruppe J, Reihe 14, Nummer 19) begraben wurde:

„Julia Menz gestorben – Nach langer, sehr schwerer Krankheit ist in Wien die bekannte Pianistin und Cembalistin Julia Menz am 7. März gestorben. Die Künstlerin, eine gebürtige Münchnerin, widmete sich nach Vollendung ihrer Studien bei Schmid-Linder, Pembaur und Edwin Fischer einer umfassenden Konzert- und Lehrtätigkeit. Neigung und Begabung führten Sie früh zur besonderen Pflege der alten Musik und – im Zusammenhang damit – zum Cembalospiel. Als Lehrerin wirkte sie mehrere Jahre in Köln und in den letzten Jahren in Kassel. Eine Zeitlang war sie auch Mitglied des Abendrothschen Kammerorchesters in Köln. Die vielseitig hochbegabte Künstlerin, deren frühen Hingang alle, die ihr ernstes, kluges Wesen hochschätzten, tief bedauern: Ist auch als Schriftstellerin mit dem Indienbuch „Maha djalan“ („Der weite Weg“) hervorgetreten, das vom Erlebnis einer großen Reise nach dem fernen Südosten erzählt.“

Eine aktuelle Bewertung beschreibt Julia Menz so: „Menz gehört sicher zu den interessantesten Persönlichkeiten unter den Musikerinnen ihrer Generation. Obgleich chronisch lungenleidend und entsprechend geschwächt, verausgabte sie sich für ihr Instrument, soweit ihre Gesundheit dies zuließ, und galt als eine der wesentlichen Cembalo-Interpretinnen ihrer Generation. Daneben unternahm sie Reisen in entlegene Länder, über die sie dann als Reiseschriftstellerin berichtete, und war durchaus auch der leichteren Muse nicht abgeneigt: In privatem Kreis war sie auch als Saxofonistin zu hören.“

## Familiäres und Nachlass
Julia Menz war eine Tochter des Münchner Architekten Friedrich Ludwig Menz, Schwester der früheren Mary-Wigman-Mitarbeiterin Meta Menz und Schwägerin der Kinderbuchillustratorin Susi Weigel. Meta Menz hat den Nachlass ihrer Schwester 1982 der Sozialwissenschaftlichen Dokumentation der Wiener Arbeiterkammer geschenkt, die diesen im Jahr 2002 bis auf zwei, drei Ordner entsorgt hat.

## Veröffentlichungen

### Tonaufnahmen
- Johann Sebastian Bach: Praeambulum aus der Partita Nr. V, G-Dur (BWV 829). Polydor 62822.
- Johann Sebastian Bach: Fuge a-Moll (BWV 947). Polydor 62822.
- Padre Rafael Angles: Aria d-Moll. Polydor 62835.
- Johann Peter Kellner: Präludium A-Dur. Polydor 62835.
- Azzolino Bernardino della Ciaia: Toccata G-Dur. Polydor 62847.
- Domenico Scarlatti: Sonate g-Moll. Deutsche Grammophon-Gesellschaft. Longo Nr. 338.
- Johann Sebastian Bach: Prelude (fr. Partita No. 5) sowie Fuge a-moll (BWV 947). Great Virtuosi of the Harpsichord. Volume I. GEMM CD 9124.

### Bücher
- Maha djalan. West-östliche Reise. Mit 71 Bildern. Hamburg: Marion-von-Schröder-Verlag. 1940.
- Alte Tanzweisen und Lieder aus verschiedenen Ländern. Gesetzt und mit einem Vorwort versehen von Julia Menz. Kassel: Bärenreiter 1940.

### Hörprobe
- Julia Menz spielt Johann Sebastian Bachs Fuge a-Moll (BWV 947) mittels Mändler-Schramm-Cembalo.

## Fotografie und Porträtbüste
- Die vorerst einzig verfügbare Fotografie von der Pianistin, Cembalistin und Reiseschriftstellerin Julia Menz.
- Erich Kuhns im Krieg zerstörte Porträtbüste Julia Menz.